# Acanthopygus
Acanthopygus là một chi bọ cánh cứng thuộc họ Anthribidae.
Loài:
- Acanthopygus albopunctatus Montrouzier, 1860
- Acanthopygus cinctus Montrouzier, 1860
- Acanthopygus griseus Montrouzier, 1860
- Acanthopygus metallicus Montrouzier, 1860
- Acanthopygus rubricollis Montrouzier, 1860
- Acanthopygus uniformis Heller, 1916